# Unione Sportiva Arezzo 2015-2016
Questa voce raccoglie le informazioni riguardanti l'Unione Sportiva Arezzo nelle competizioni ufficiali della stagione calcistica 2015-2016.

## Stagione
Nella stagione 2015-2016 l'Arezzo partecipa al quarantottesimo campionato di terza serie della sua storia, nel girone B della Lega Pro.
Ammessa alla Coppa Italia la squadra aretina viene eliminata al primo turno da L'Aquila perdendo 2-0 in trasferta. Nella Coppa Italia di categoria l'Arezzo perde in casa ai sedicesimi di finale 1-0 contro il Robur Siena.
Il 17 aprile 2016 in seguito alla sconfitta con la Pistoiese viene esonerato Capuano ed ingaggiato Giovanni Bucaro per guidare la squadra nelle ultime tre giornate di campionato.
Il campionato viene concluso, come l'anno precedente, in nona posizione con 42 punti.

## Divise e sponsor
Lo sponsor tecnico per la stagione 2015-2016 è Gems mentre lo sponsor di maglia è Eco Group.
| Casa | Trasferta | Terza divisa | Portiere |

## Rosa
La rosa estratta dal sito ufficiale al 13 marzo 2016.
| N. |                   | Ruolo | Calciatore          |
| -- | ----------------- | ----- | ------------------- |
|    | Italia (bandiera) | P     | Paolo Baiocco       |
|    | Italia (bandiera) | P     | Lorenzo Garbinesi   |
|    | Italia (bandiera) | P     | Mirko Ronchi        |
|    | Italia (bandiera) | P     | Antonio Rosti       |
|    | Italia (bandiera) | D     | Matteo Brumat       |
|    | Italia (bandiera) | D     | Riccardo Carlini    |
|    | Italia (bandiera) | D     | Simone De Martino   |
|    | Italia (bandiera) | D     | Saverio Madrigali   |
|    | Italia (bandiera) | D     | Luca Milesi         |
|    | Italia (bandiera) | D     | Salvatore Monaco    |
|    | Italia (bandiera) | D     | Aniello Panariello  |
|    | Italia (bandiera) | D     | Sergio Sabatino     |
|    | Italia (bandiera) | D     | Nicolò Sperotto     |
|    | Italia (bandiera) | D     | Alessandro Vinci    |
|    | Italia (bandiera) | C     | Alessio Benedetti   |
|    | Italia (bandiera) | C     | Francesco Bergamini |
|    | Italia (bandiera) | C     | Giorgio Capece      |

| N. |                    | Ruolo | Calciatore           |
| -- | ------------------ | ----- | -------------------- |
|    | Italia (bandiera)  | C     | Matteo Del Magro     |
|    | Italia (bandiera)  | C     | Andrea Feola         |
|    | Italia (bandiera)  | C     | Alessandro Gambadori |
|    | Italia (bandiera)  | D     | Edoardo Masciangelo  |
|    | Italia (bandiera)  | C     | Mario Pugliese       |
|    | Italia (bandiera)  | C     | Federico Varano      |
|    | Italia (bandiera)  | C     | Luca Tremolada       |
|    | Uruguay (bandiera) | A     | Rúben Bentancourt    |
|    | Italia (bandiera)  | A     | Antonio Calabrese    |
|    | Italia (bandiera)  | A     | Edoardo Ceria        |
|    | Italia (bandiera)  | A     | Sasha Cori           |
|    | Italia (bandiera)  | A     | Edoardo Defendi      |
|    | Italia (bandiera)  | A     | Giuseppe Greco       |
|    | Italia (bandiera)  | A     | Niccolò Mariani      |
|    | Italia (bandiera)  | A     | Ettore Mendicino     |
|    | Ghana (bandiera)   | A     | Bismark Ngissah      |

## Calciomercato

### Sessione estiva(dal 01/07 al 31/08)
| Acquisti | Acquisti            | Acquisti     | Acquisti      |
| R.       | Nome                | da           | Modalità      |
| -------- | ------------------- | ------------ | ------------- |
| P        | Paolo Baiocco       | Grosseto     | definitivo    |
| P        | Stefano Fortunato   | Venezia      | definitivo    |
| D        | Riccardo Carlini    | Real Vicenza | definitivo    |
| D        | Saverio Madrigali   | Fiorentina   | prestito      |
| D        | Luca Milesi         | Atalanta     | prestito      |
| D        | Salvatore Monaco    | Grosseto     | definitivo    |
| D        | Nicolò Sperotto     | Carpi        | prestito      |
| C        | Francesco Bergamini | Bologna      | prestito      |
| C        | Giorgio Capece      | SPAL         | definitivo    |
| C        | Matteo Del Magro    | Ternana      | definitivo    |
| C        | Andrea Feola        | Trapani      | prestito      |
| C        | Edoardo Masciangelo | Fiorentina   | definitivo    |
| C        | Mario Pugliese      | Atalanta     | prestito      |
| C        | Luca Tremolada      | Varese       | definitivo    |
| C        | Alessandro Vinci    | Paganese     | definitivo    |
| A        | Rúben Bentancourt   | Atalanta     | prestito      |
| A        | Antonio Calabrese   | Bologna      | prestito      |
| A        | Edoardo Ceria       | Atalanta     | prestito      |
| A        | Sasha Cori          | Cesena       | prestito      |
| A        | Edoardo Defendi     | Brescia      | prestito      |
| A        | Domenico Vitiello   | Poggibonsi   | fine prestito |

| Cessioni | Cessioni              | Cessioni  | Cessioni      |
| R.       | Nome                  | a         | Modalità      |
| -------- | --------------------- | --------- | ------------- |
| P        | Massimiliano Benassi  | Lecce     | fine prestito |
| P        | Stefano Fortunato     |           | svincolato    |
| P        | Francesco Leuci       |           | -             |
| D        | Christian Conti       |           | svincolato    |
| D        | Luca Andrea Crescenzi |           | svincolato    |
| D        | Nicholas Guidi        |           | svincolato    |
| D        | Sergio Sabatino       |           | svincolato    |
| D        | Marco Villagatti      |           | svincolato    |
| C        | Ahmed Apimah Barusso  |           | svincolato    |
| C        | Imperio Carcione      |           | svincolato    |
| C        | Mario Coppola         |           | svincolato    |
| C        | Carmine Cucciniello   |           | svincolato    |
| C        | Francesco Dettori     |           | svincolato    |
| C        | Horacio Erpen         |           | svincolato    |
| C        | Gabriele Franchino    | Cuneo     | definitivo    |
| A        | Antonino Bonvissuto   |           | svincolato    |
| A        | Mattia Montini        | Benevento | fine prestito |
| A        | Fabio Padulano        |           | svincolato    |
| A        | Emanuele Testardi     |           | svincolato    |
| A        | Domenico Vitiello     |           |               |
| A        | Abdallah Yaisien      | Bologna   | fine prestito |
| A        | Daniele Bucaletti     |           | berretti      |

### Fuori sessione
| Acquisti | Acquisti | Acquisti | Acquisti |
| R.       | Nome     | da       | Modalità |
| -------- | -------- | -------- | -------- |

| Cessioni | Cessioni        | Cessioni | Cessioni              |
| R.       | Nome            | a        | Modalità              |
| -------- | --------------- | -------- | --------------------- |
| D        | Nicolò Sperotto |          | risoluzione contratto |

### Sessione invernale(dal 04/01 al 01/02)
| Acquisti | Acquisti          | Acquisti    | Acquisti   |
| R.       | Nome              | da          | Modalità   |
| -------- | ----------------- | ----------- | ---------- |
| P        | Mirko Ronchi      | Salernitana | prestito   |
| D        | Sergio Sabatino   | Akragas     | definitivo |
| C        | Alessio Benedetti | Cremonese   | prestito   |
| C        | Federico Varano   | Atalanta    | prestito   |
| A        | Giuseppe Greco    | Feralpisalò | definitivo |
| A        | Ettore Mendicino  | Siena       | prestito   |

| Cessioni | Cessioni            | Cessioni    | Cessioni                |
| R.       | Nome                | a           | Modalità                |
| -------- | ------------------- | ----------- | ----------------------- |
| P        | Antonio Rosti       | Salernitana | definitivo              |
| D        | Salvatore Monaco    | Perugia     | definitivo              |
| C        | Francesco Bergamini | Bologna     | fine prestito           |
| C        | Matteo Del Magro    | Bellaria    | definitivo              |
| C        | Alessandro Vinci    | Scandicci   | risoluzione consensuale |
| A        | Antonio Calabrese   | Bologna     | fine prestito           |
| A        | Edoardo Ceria       | Atalanta    | fine prestito           |
| A        | Sasha Cori          | Cesena      | fine prestito           |

## Risultati

### Campionato di Lega Pro

#### Girone di andata
| Arbitro: | Curti (Milano) |

|               |           |          |
| Petermann 17’ | Marcatori | 52’ Cori |

| Arbitro: | Provesi (Treviglio) |

|  |           |               |
|  | Marcatori | 90+2’ Bensaja |

| Arbitro: | Maggioni (Lecco) |

|  |           |             |
|  | Marcatori | 20’ Defendi |

| Arbitro: | Di Ruberto (Nocera Inferiore) |

|                  |           |                  |
| Capece 6’ (rig.) | Marcatori | 69’ (rig.) Ricci |

| Savona 11 novembre 2015, ore 15:00 CET 5ª giornata | Savona             | 0 – 0 referto | Arezzo | Stadio Valerio Bacigalupo\| Arbitro: \| Dionisi (L'Aquila) \| |
| Arbitro:                                           | Dionisi (L'Aquila) |               |        |                                                               |

| Arbitro: | De Remigis (Teramo) |

|                |           |                                               |
| N. Mariani 78’ | Marcatori | 59’ (rig.) Erpen 73’, 88’ Gyasi 90+1’ Gnahoré |

| Arbitro: | Paterna (Teramo) |

|                   |           |  |
| Capece 19’ (rig.) | Marcatori |  |

| Arbitro: | Provesi (Treviglio) |

|                 |           |              |
| Della Latta 12’ | Marcatori | 8’ Madrigali |

| Arezzo 31 ottobre 2015, ore 17:30 CET 9ª giornata | Arezzo                     | 0 – 0 referto | Ancona | Stadio Città di Arezzo (2.000 spett.)\| Arbitro: \| Robilotta (Sala Consilina) \| |
| Arbitro:                                          | Robilotta (Sala Consilina) |               |        |                                                                                   |

| Arbitro: | Viotti (Tivoli) |

|              |           |               |
| Amadio 90+3’ | Marcatori | 60’ Tremolada |

| Arbitro: | Marinelli (Tivoli) |

|          |           |                   |
| Cori 55’ | Marcatori | 75’, 90’ Fanucchi |

| Arbitro: | Baroni (Firenze) |

|               |           |               |
| Sacilotto 45’ | Marcatori | 75’ Tremolada |

| Arbitro: | Pasciuta (Agrigento) |

|          |           |                       |
| Cori 21’ | Marcatori | 43’ (rig.) D'Agostino |

| Arbitro: | Sprezzola (Mestre) |

|             |           |                 |
| Di Bari 90’ | Marcatori | 86’ Bentancourt |

| Arbitro: | Massimi (Termoli) |

|                                           |           |                                          |
| Bentancourt 45’ Tremolada 60’ (rig.), 62’ | Marcatori | 39’ Zigoni 52’ Castagnetti 90+6’ Cellini |

| Macerata 20 dicembre 2015, ore 14:00 CET 16ª giornata | Maceratese          | 0 – 0 referto | Arezzo | Stadio Helvia Recina (1.500 spett.)\| Arbitro: \| Di Martino (Teramo) \| |
| Arbitro:                                              | Di Martino (Teramo) |               |        |                                                                          |

| Arbitro: | Capone (Palermo) |

|                             |           |  |
| Tremolada 35’ Madrigali 82’ | Marcatori |  |

#### Girone di ritorno
| Arbitro: | D. Miele (Torino) |

|                                  |           |                  |
| Tremolada 56’, 93’ Madrigali 69’ | Marcatori | 55’ F. Margiotta |

| Arbitro: | Meleleo (Casarano) |

|                 |           |               |
| Sandomenico 70’ | Marcatori | 33’ Tremolada |

| Arbitro: | Marchetti (Ostia Lido) |

|                                               |           |  |
| Greco 2’, 6’ Tremolada 61’ Defendi 89’ (rig.) | Marcatori |  |

| Arbitro: | Piscopo (Imperia) |

|               |           |  |
| 19’, 41’ Çani | Marcatori |  |

| Arbitro: | Spinelli (Terni) |

|           |           |  |
| Feola 42’ | Marcatori |  |

| Arbitro: | Provesi (Treviglio) |

|          |           |               |
| Cais 80’ | Marcatori | 84’ Tremolada |

| Arbitro: | Zanonato (Vicenza) |

|  |           |                               |
|  | Marcatori | 48’ Bentancourt 71’ Madrigali |

| Arbitro: | Zingarelli (Siena) |

|  |           |              |
|  | Marcatori | 73’ Scappini |

| Ancona 13 marzo 2016, ore 17:30 CET 26ª giornata | Ancona           | 0 – 0 referto | Arezzo | Stadio Del Conero (2.127 spett.)\| Arbitro: \| Maggioni (Lecco) \| |
| Arbitro:                                         | Maggioni (Lecco) |               |        |                                                                    |

| Arezzo 19 marzo 2016, ore 16:30 CET 27ª giornata | Arezzo           | 0 – 0 referto | Teramo | Stadio Città di Arezzo (1.500 spett.)\| Arbitro: \| Andreini (Forlì) \| |
| Arbitro:                                         | Andreini (Forlì) |               |        |                                                                         |

| Lucca 24 marzo 2016, ore 18:00 CET 28ª giornata | Lucchese           | 0 – 0 referto | Arezzo | Stadio Porta Elisa (1.385 spett.)\| Arbitro: \| Giovani (Grosseto) \| |
| Arbitro:                                        | Giovani (Grosseto) |               |        |                                                                       |

| Arbitro: | Detta (Mantova) |

|  |           |               |
|  | Marcatori | 82’ Portanova |

| Arbitro: | Guida (Salerno) |

|                             |           |                               |
| Tajarol 64’ Fofana 90’, 93’ | Marcatori | 41’ Bentancourt 85’ Mendicino |

| Arbitro: | Capone (Palermo) |

|  |           |                           |
|  | Marcatori | 8’ Mungo 11’, 53’ Colombo |

| Arbitro: | Viotti (Tivoli) |

|           |           |             |
| Zigoni 3’ | Marcatori | 71’ Defendi |

| Arbitro: | Rossi (Rovigo) |

|             |           |  |
| Defendi 47’ | Marcatori |  |

| Arbitro: | Mainardi (Bergamo) |

|                 |           |            |
| G. Esposito 27’ | Marcatori | 78’ Milesi |

### Coppa Italia
| Arbitro: | Fourneau (Roma) |

|                        |           |  |
| De Sousa 16’ Sanni 38’ | Marcatori |  |

### Coppa Italia Lega Pro

#### Fase a eliminazione diretta
| Arbitro: | Mei (Pesaro) |

|  |           |               |
|  | Marcatori | 49’ Paramatti |

## Statistiche
Aggiornate all'8 maggio 2016.

### Statistiche di squadra
| Competizione          | Punti | In casa | In casa | In casa | In casa | In casa | In casa | In trasferta | In trasferta | In trasferta | In trasferta | In trasferta | In trasferta | Totale | Totale | Totale | Totale | Totale | Totale | DR |
| Competizione          | Punti | G       | V       | N       | P       | Gf      | Gs      | G            | V            | N            | P            | Gf           | Gs           | G      | V      | N      | P      | Gf     | Gs     | DR |
| --------------------- | ----- | ------- | ------- | ------- | ------- | ------- | ------- | ------------ | ------------ | ------------ | ------------ | ------------ | ------------ | ------ | ------ | ------ | ------ | ------ | ------ | -- |
| Lega Pro              | 42    | 17      | 6       | 5       | 6       | 19      | 18      | 17           | 2            | 13           | 2            | 14           | 14           | 34     | 8      | 18     | 8      | 33     | 32     | +1 |
| Coppa Italia          |       | -       | -       | -       | -       | -       | -       | 1            | 0            | 0            | 1            | 0            | 2            | 1      | 0      | 0      | 1      | 0      | 2      | -2 |
| Coppa Italia Lega Pro |       | 1       | 0       | 0       | 1       | 0       | 1       | -            | -            | -            | -            | -            | -            | 1      | 0      | 0      | 1      | 0      | 1      | -1 |
| Totale                |       | 18      | 6       | 5       | 7       | 19      | 19      | 18           | 2            | 13           | 3            | 14           | 16           | 36     | 8      | 18     | 10     | 33     | 35     | -2 |

### Andamento in campionato
| Giornata  | 1 | 2  | 3 | 4 | 5 | 6  | 7 | 8  | 9 | 10 | 11 | 12 | 13 | 14 | 15 | 16 | 17 | 18 | 19 | 20 | 21 | 22 | 23 | 24 | 25 | 26 | 27 | 28 | 29 | 30 | 31 | 32 | 33 | 34 |
| --------- | - | -- | - | - | - | -- | - | -- | - | -- | -- | -- | -- | -- | -- | -- | -- | -- | -- | -- | -- | -- | -- | -- | -- | -- | -- | -- | -- | -- | -- | -- | -- | -- |
| Luogo     | T | C  | T | C | T | C  | C | T  | C | T  | C  | T  | C  | T  | C  | T  | C  | C  | T  | C  | T  | C  | T  | T  | C  | T  | C  | T  | C  | T  | C  | T  | C  | T  |
| Risultato | N | P  | V | N | N | P  | V | N  | N | N  | P  | N  | N  | N  | N  | N  | V  | V  | N  | V  | P  | V  | N  | V  | P  | N  | N  | N  | P  | P  | P  | N  | V  | N  |
| Posizione | 5 | 12 | 8 | 8 | 8 | 11 | 9 | 10 | 9 | 9  | 12 | 12 | 12 | 12 | 13 | 12 | 11 | 10 | 10 | 8  | 8  | 7  | 7  | 6  | 6  | 7  | 8  | 8  | 9  | 9  | 9  | 9  | 9  | 9  |

Fonte:  GIRONE B STATISTICA, su lega-pro.com.
Legenda:

Luogo: C = Casa; T = Trasferta. Risultato: R = Rinviata; V = Vittoria; N = Pareggio; P = Sconfitta.

### Statistiche dei giocatori
In corsivo i giocatori ceduti a stagione in corso.
| Giocatore      | Lega Pro | Lega Pro | Lega Pro    | Lega Pro   | Coppa Italia | Coppa Italia | Coppa Italia | Coppa Italia | Coppa Italia Lega Pro | Coppa Italia Lega Pro | Coppa Italia Lega Pro | Coppa Italia Lega Pro | Totale   | Totale | Totale      | Totale     |
| Giocatore      | Presenze | Reti     | Ammonizioni | Espulsioni | Presenze     | Reti         | Ammonizioni  | Espulsioni   | Presenze              | Reti                  | Ammonizioni           | Espulsioni            | Presenze | Reti   | Ammonizioni | Espulsioni |
| -------------- | -------- | -------- | ----------- | ---------- | ------------ | ------------ | ------------ | ------------ | --------------------- | --------------------- | --------------------- | --------------------- | -------- | ------ | ----------- | ---------- |
| P. Baiocco     | 34       | -32      | 2           | 0          | 1            | -2           | 0            | 0            | 0                     | 0                     | 0                     | 0                     | 35       | -34    | 2           | 0          |
| L. Garbinesi   | -        | -        | -           | -          | -            | -            | -            | -            | -                     | -                     | -                     | -                     | -        | -      | -           | -          |
| M. Ronchi      | 1        | -0       | 0           | 0          | -            | -            | -            | -            | -                     | -                     | -                     | -                     | 1        | -0     | 0           | 0          |
| A. Rosti       | 0        | 0        | 0           | 0          | 0            | 0            | 0            | 0            | 1                     | -1                    | 0                     | 0                     | 1        | -1     | 0           | 0          |
| M. Brumat      | 17       | 0        | 1           | 0          | 1            | 0            | 0            | 0            | 1                     | 0                     | 0                     | 0                     | 19       | 0      | 1           | 0          |
| R. Carlini     | 29       | 0        | 5           | 0          | 1            | 0            | 0            | 0            | 1                     | 0                     | 0                     | 0                     | 31       | 0      | 5           | 0          |
| S. De Martino  | 1        | 0        | 0           | 1          | 1            | 0            | 0            | 0            | 1                     | 0                     | 0                     | 0                     | 3        | 0      | 0           | 1          |
| S. Madrigali   | 30       | 4        | 1           | 0          | -            | -            | -            | -            | 1                     | 0                     | 0                     | 0                     | 31       | 4      | 1           | 0          |
| L. Milesi      | 19       | 1        | 2           | 1          | 1            | 0            | 0            | 0            | 1                     | 0                     | 0                     | 0                     | 21       | 1      | 2           | 1          |
| S. Monaco      | 13       | 0        | 5           | 0          | 1            | 0            | 1            | 0            | 0                     | 0                     | 0                     | 0                     | 14       | 0      | 6           | 0          |
| A. Panariello  | 24       | 0        | 4           | 1          | -            | -            | -            | -            | 0                     | 0                     | 0                     | 0                     | 24       | 0      | 4           | 1          |
| S. Sabatino    | 17       | 0        | 4           | 1          | -            | -            | -            | -            | -                     | -                     | -                     | -                     | 17       | 0      | 4           | 1          |
| N. Sperotto    | 5        | 0        | 2           | 0          | 1            | 0            | 0            | 0            | -                     | -                     | -                     | -                     | 6        | 0      | 2           | 0          |
| A. Benedetti   | 14       | 0        | 1           | 0          | -            | -            | -            | -            | -                     | -                     | -                     | -                     | 14       | 0      | 1           | 0          |
| F. Bergamini   | -        | -        | -           | -          | 0            | 0            | 0            | 0            | -                     | -                     | -                     | -                     | 0        | 0      | 0           | 0          |
| G. Capece      | 33       | 2        | 4           | 0          | 1            | 0            | 0            | 0            | 1                     | 0                     | 0                     | 0                     | 35       | 2      | 4           | 0          |
| M. Del Magro   | 0        | 0        | 0           | 0          | -            | -            | -            | -            | -                     | -                     | -                     | -                     | 0        | 0      | 0           | 0          |
| A. Feola       | 31       | 1        | 5           | 0          | 1            | 0            | 0            | 0            | -                     | -                     | -                     | -                     | 32       | 1      | 5           | 0          |
| A. Gambadori   | 25       | 0        | 5           | 0          | 1            | 0            | 1            | 0            | 0                     | 0                     | 0                     | 0                     | 26       | 0      | 6           | 0          |
| E. Masciangelo | 12       | 0        | 1           | 0          | 0            | 0            | 0            | 0            | 1                     | 0                     | 0                     | 0                     | 13       | 0      | 1           | 0          |
| M. Pugliese    | 14       | 0        | 1           | 0          | -            | -            | -            | -            | 1                     | 0                     | 0                     | 0                     | 15       | 0      | 1           | 0          |
| F. Varano      | 8        | 0        | 2           | 0          | -            | -            | -            | -            | -                     | -                     | -                     | -                     | 8        | 0      | 2           | 0          |
| L. Tremolada   | 33       | 10       | 5           | 0          | 0            | 0            | 0            | 0            | 1                     | 0                     | 0                     | 0                     | 34       | 10     | 5           | 0          |
| A. Vinci       | 3        | 0        | 1           | 1          | -            | -            | -            | -            | -                     | -                     | -                     | -                     | 3        | 0      | 1           | 1          |
| R. Bentancourt | 29       | 4        | 7           | 0          | 1            | 0            | 0            | 0            | 1                     | 0                     | 1                     | 0                     | 31       | 4      | 8           | 0          |
| A. Calabrese   | 4        | 0        | 1           | 0          | 1            | 0            | 0            | 0            | 1                     | 0                     | 0                     | 0                     | 6        | 0      | 1           | 0          |
| E. Ceria       | 6        | 0        | 1           | 0          | -            | -            | -            | -            | 1                     | 0                     | 1                     | 0                     | 7        | 0      | 2           | 0          |
| S. Cori        | 16       | 3        | 2           | 0          | 1            | 0            | 0            | 0            | 0                     | 0                     | 0                     | 0                     | 17       | 3      | 2           | 0          |
| E. Defendi     | 23       | 4        | 2           | 0          | -            | -            | -            | -            | -                     | -                     | -                     | -                     | 23       | 4      | 2           | 0          |
| G. Greco       | 11       | 2        | 2           | 0          | -            | -            | -            | -            | -                     | -                     | -                     | -                     | 11       | 2      | 2           | 0          |
| N. Mariani     | 8        | 1        | 0           | 0          | 1            | 0            | 0            | 0            | 1                     | 0                     | 0                     | 0                     | 10       | 1      | 0           | 0          |
| E. Mendicino   | 11       | 1        | 1           | 0          | -            | -            | -            | -            | -                     | -                     | -                     | -                     | 11       | 1      | 1           | 0          |
| Bismark        | 1        | 0        | 0           | 0          | -            | -            | -            | -            | -                     | -                     | -                     | -                     | 1        | 0      | 0           | 0          |